# Expedition: Robinson 2001
Expedition: Robinson 2001 var den femte säsongen av doku-/realitysåpan Expedition: Robinson. Efter att föregående säsong sänts, valde Sveriges Television att sända en ny säsong av programserien. Anders Lundin fortsatte som programledare. Säsongens första avsnitt sändes den 6 oktober 2001, och avslutades den 5 januari 2002. Säsongen utspelade sig i Mensirip i Malaysia, och spelades in under perioden juni-augusti 2001. Slutgiltig vinnare blev Jan Emanuel Johansson.

## Deltagare
Totalt tävlade 17 personer i denna säsong. Inga jokrar tillkom. De tävlande var:
- Andreas Mattsson, 31 år, Stockholm.
- Ann Gärdsby, 46 år, Malmö.
- Björn Hernefeldt, 60 år, Niemisel.
- Bo Jonsson, 42 år, Huddinge.
- Ella Omma, 18 år, Arvidsjaur.
- Emma Andersson, 22 år, Ängelholm.
- Jan "Bröli" Dinkelspiel, 24 år, Stockholm.
- Jan Emanuel Johansson, 27 år, Norrtälje.
- Kenny Andersén, 40 år, Fjällbacka.
- Maria "Marion" Kjellström, 28 år, Järpen.
- Niklas Berg, 23 år, Umeå.
- Petra Pantzar, 31 år, Vara.
- Sara Aldrin, 29 år, Eskilstuna.
- Sofie Tocklin, 25 år, Stockholm.
- Sylvia Söderström, 49 år, Mörarp.
- Tommy Jensen, 41 år, Landskrona.
- Zübeyde Simsek, 31 år, Katrineholm.

## Tävlingen
Expedition Robinson 2000 inleddes med att de från början fjorton deltagarna landsteg på ön och delades in i de två lagen Nord respektive Syd. På grund av sjukdom avbröt deltagaren Maria "Marion" Kjellström sin medverkan redan innan lagindelningen skedde, vilket gjorde att hennes plats togs av Sara Aldrin istället. Efter laguppdelningen fick varje lag också en lagkapten: Bo Jonsson (lag Nord) och Sara Aldrin (lag Syd). Före sammanslagningen röstades fem personer hem (i ordning: Sylvia Söderström, Bo Jonsson, Ella Omma, Sofie Tocklin och Sara Aldrin). Precis som i tidigare säsonger fick lagen möta varandra i pris- och Robinsontävlingar. Förlorarlaget i varje Robinsontävling fick rösta ut en lagmedlem i örådet.
I den sjunde episoden slogs lag Nord och Syd ihop till ett sammanslaget lag: lag Robinson. Från och med då tävlade varje deltagare enskilt, även om alla tillhörde samma lag. Även i den här säsongen fick de som röstats ut, efter sammanslagningen, lägga en s.k. "svart röst" på en deltagare. Den rösten gällde i nästkommande öråd.
I finalen återstod fyra deltagare (Jan D, Jan Emanuel, Tommy och Zübeyde). Första finalgrenen blev Plankan, som vanns av Jan Emanuel, som därmed blev första finalisten. Zübeyde trillade i först och blev därmed utslagen. Jan D och Tommy fick därefter tävla om den sista finalplatsen, vilket vanns av Jan D. Slutligen blev det öråd, där alla som röstats ut efter sammanslagningen fick rösta. Därefter fick finalisterna välja ut tre kandidater var som de tror kan ha lagt sin röst på just den kandidaten. Avgörandet skulle dock ske först i januari 2002.
I en direktsänd final från Kittelfjäll i Västerbotten samlades de två finalisterna och de som röstats ut efter sammanslagningen. Efter att de sex personerna som finalisterna valt ut redovisat sina örådsröster stod det 3-2 till Jan Emanuel. Därefter skulle tittarna rösta fram vinnaren. I olika röstningskategorier fick den som fått flest röster poängen. Slutresultatet blev 7-2 till Jan Emanuel, som därmed blev Robinson 2001.

### Sändningar[1]
1. 6 oktober 2001 - cirka 2 396 000 tittare.
2. 13 oktober 2001 - cirka 2 189 000 tittare.
3. 20 oktober 2001 - cirka 1 721 000 tittare.
4. 27 oktober 2001 - cirka 1 824 000 tittare.
5. 3 november 2001 - cirka 1 799 000 tittare.
6. 11 november 2001 - cirka 2 044 000 tittare.
7. 17 november 2001 - cirka 2 146 000 tittare.
8. 24 november 2001 - cirka 2 115 000 tittare.
9. 1 december 2001 - cirka 2 083 000 tittare.
10. 8 december 2001 - cirka 2 176 000 tittare.
11. 15 december 2001 - cirka 2 292 000 tittare.
12. 22 december 2001 - cirka 2 746 000 tittare.
13. 29 december 2001 - cirka 2 908 000 tittare.
14. 5 januari 2002 - cirka 3 495 000 tittare.

## Laguppställningar

### Lagen före sammanslagningen
Från början var deltagarna indelade i de två lagen Nord respektive Syd. De deltagare som blev kvar innan sammanslagningen står i bokstavsordning, 
övriga står i röd text i den ordning de åkte ut i.
| Nr | Lag Nord              |
| 1  | Andreas Mattsson      |
| 2  | Emma Andersson        |
| 3  | Jan Emanuel Johansson |
| 4  | Tommy Jensen          |
| 5  | Zübeyde Simsek        |
| 6  | Sofie Tocklin         |
| 7  | Bo Jonsson            |
| 8  | Sylvia Söderström     |

| Nr | Lag Syd          |
| 1  | Ann Gärdsby      |
| 2  | Björn Hernefeldt |
| 3  | Jan Dinkelspiel  |
| 4  | Kenny Andersén   |
| 5  | Niklas Berg      |
| 6  | Petra Pantzar    |
| 7  | Sara Aldrin      |
| 8  | Sofie Tocklin    |
| 9  | Ella Omma        |

### Lagen efter sammanslagningen
I den sjunde episoden slogs Nord och Syd ihop till ett lag: lag Robinson.

Deltagarna står i den ordning som de röstades ut i, medan vinnaren är markerad i grönt.
| Nr | Lag Robinson          |
| 1  | Jan Emanuel Johansson |
| 2  | Jan Dinkelspiel       |
| 3  | Tommy Jensen          |
| 4  | Zübeyde Simsek        |
| 5  | Björn Hernefeldt      |
| 6  | Emma Andersson        |
| 7  | Petra Pantzar         |
| 8  | Ann Gärdsby           |
| 9  | Kenny Andersén        |
| 10 | Niklas Berg           |
| 11 | Andreas Mattsson      |